# Blackburn Beagle
Blackburn B.T.1 Beagle là một loại máy bay ném bom/ném bom ngư lôi hai tầng cánh của Anh, được thiết kế chế tạo từn ăm 1928.

## Tính năng kỹ chiến thuật (kiểu ném bom)
Dữ liệu lấy từ Jackson 1968, tr. 249
Đặc điểm tổng quát
- Kíp lái: 2
- Chiều dài: 33 ft 1 in (10.08 m)
- Sải cánh: 45 ft 6 in (13.86 m)
- Chiều cao: 11 ft 9 in (3.58 m)
- Diện tích cánh: 570 ft2 (53.0 m2)
- Trọng lượng rỗng: 3.495 lb (1.585 kg)
- Trọng lượng có tải: 6.120 lb (2.776 kg)
- Động cơ: 1 × Bristol Jupiter VIIIF, 460 hp (343 kW)

Hiệu suất bay
- Vận tốc cực đại: trên độ cao 5.000 ft (1.525 m) 140 mph (225 km/h)
- Vận tốc hành trình: 115 mph (185 km/h)
- Thời gian bay: 3 giờ  30 phút
- Trần bay: 16.000 ft (4.880 m)
- Vận tốc lên cao: trên độ cao 5.000 ft (1.525 m) 740 ft/min (3,8 m/s)

Vũ khí trang bị
- 1 × súng máy Vickers 0.303 in (7,7 mm)
- 1 × súng máy Lewis.303 in (7,7 mm)